# Liangwa (köpinghuvudort i Kina, Henan Sheng, lat 33,85, long 112,93)
Liangwa är en köpinghuvudort i Kina. Den ligger i provinsen Henan, i den centrala delen av landet, omkring 120 kilometer sydväst om provinshuvudstaden Zhengzhou. Antalet invånare är 30 727. Befolkningen består av 14 932 kvinnor och 15 795 män. Barn under 15 år utgör 20,0 %, vuxna 15-64 år 71 %, och äldre över 65 år 7,0 %.
Runt Liangwa är det tätbefolkat, med 356 invånare per kvadratkilometer. Närmaste större samhälle är Yangzhuang, 10,2 km öster om Liangwa. Trakten runt Liangwa består till största delen av jordbruksmark.
Genomsnittlig årsnederbörd är 834 millimeter. Den regnigaste månaden är september, med i genomsnitt 161 mm nederbörd, och den torraste är januari, med 4 mm nederbörd.